# Malanea microphylla
Malanea microphylla är en måreväxtart som beskrevs av Paul Carpenter Standley och Julian Alfred Steyermark. Malanea microphylla ingår i släktet Malanea och familjen måreväxter. Inga underarter finns listade i Catalogue of Life.